# 養魚池

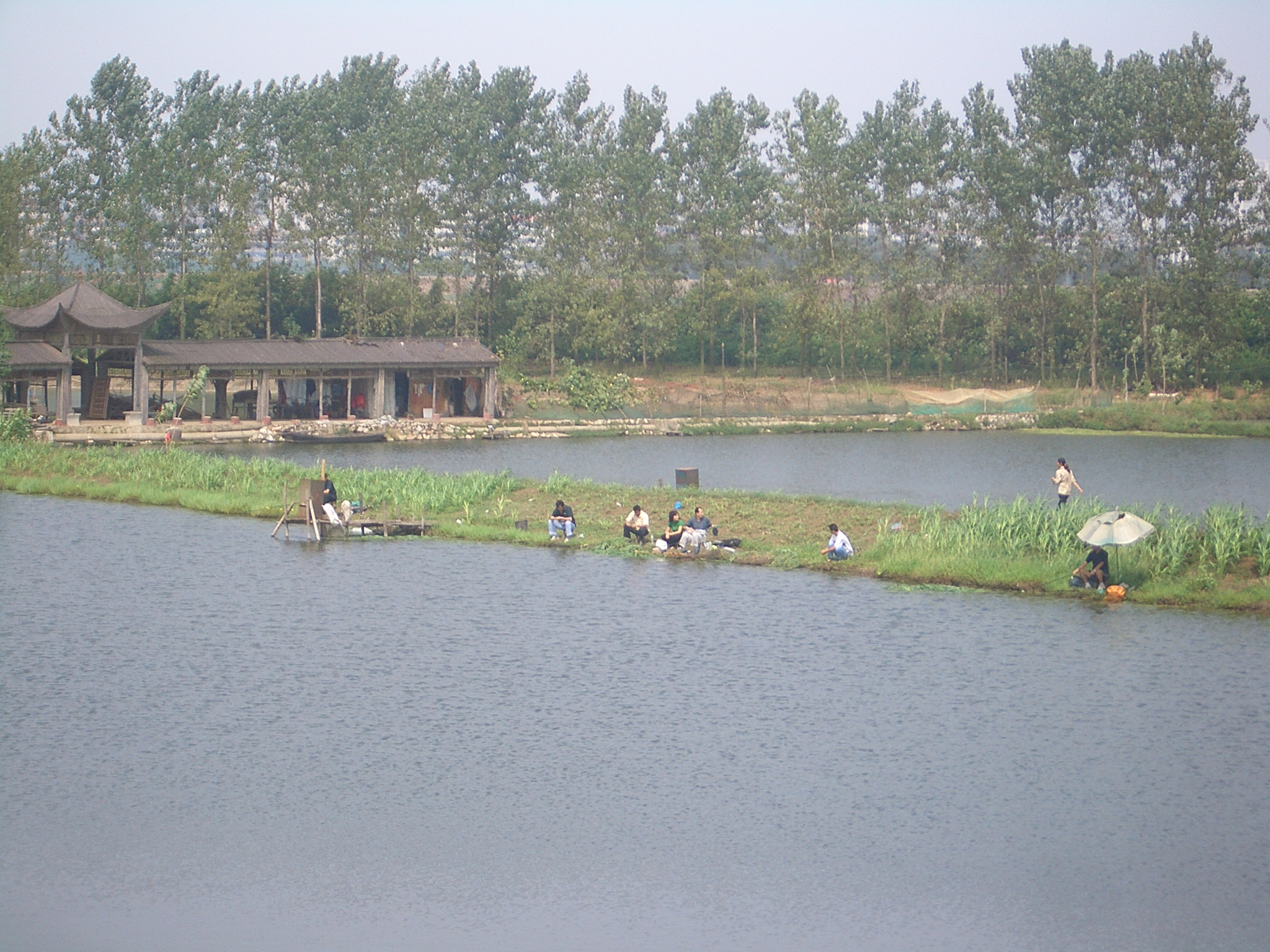
中国湖北省大冶市の養魚池

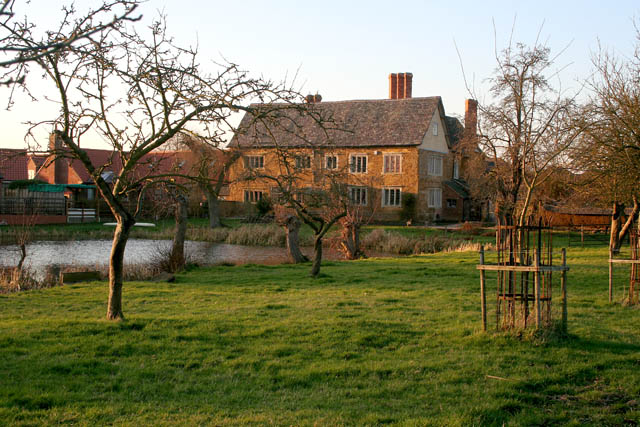
イギリス・レスターシャー州のマナー・ハウスでは今も養魚池を利用

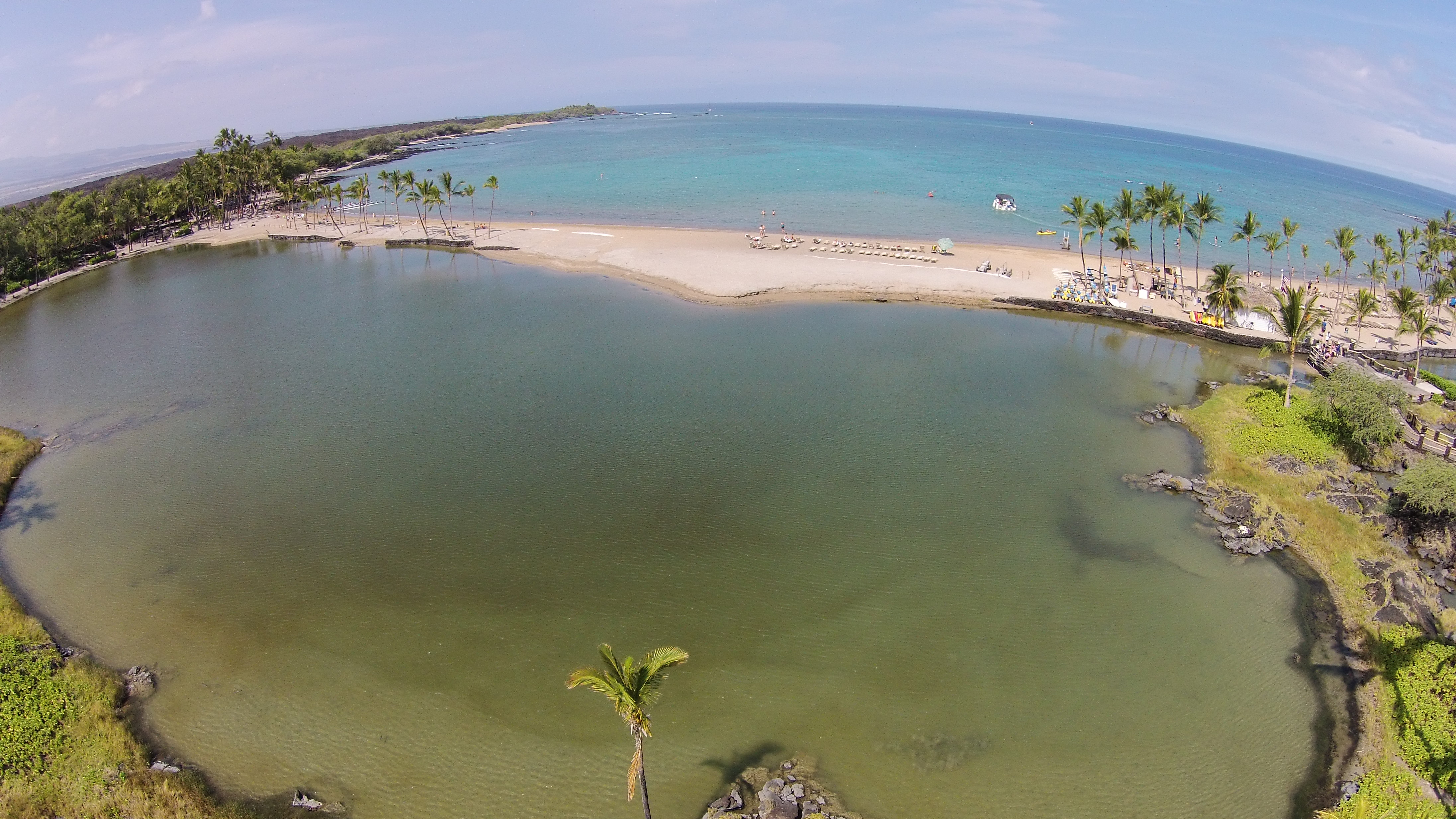
米国ハワイ州のワイコロア・ビーチにある養魚池は今も大切に保護されている。

養魚池（ようぎょいけ、ようぎょち、英語: Fish pond）とは魚類を養殖するように作られた、池のことである。

## 世界の養魚池
養魚池は魚類を人工的に飼い育て養殖するように大地にある、あるいは作られた、池のことである。世界には様々な形の養魚池があり、特に修道院の構内にしばしば養殖池がみられる。
中国では殷代からコイの養殖がおこなわれていたことが甲骨文字などから立証されており、范蠡著『養魚経』は、世界最古の養魚の書である。中世欧州では修道院で養魚地を置いた歴史がある。
日本では伝統的に畑作あるいは水田耕作の間にコイなどの養殖がされ、現在はサケ、マス、イワナなどの卵の孵化に応用される。ハワイ先住民は海岸に多くの養魚池を作った  。

## ハワイ先住民の養魚池
ハワイ先住民は海で魚を捕るだけでなく、大地に養殖池を作り魚類を育てて、こうした池が現在も文化財として大切に残されている。養魚池はカウアイ島の「メネフネ養魚池」（Menehune Fishpond）のように内陸に作られたものもあるが、ほとんどが海岸沿いに作られていて（多くは地形学上のアンキアライン池）、ハワイ島のカロコホノコハウ国立歴史公園、ワイコロア・ビーチなどで見ることができる。

## 釣り堀
養魚場の変形あるいは関係事項として、釣り堀（Fishing pond）、海上釣り堀が日本では広く作られている。

## 参照
1. ↑  養魚池（コトバンク）
2. ↑  石毛直道「養魚の文化人類学的考察」『社会文化人類学 : 今西錦司博士古稀記念論文集』、中央公論社、278頁、1978年。
3. ↑  養魚池（北海道水産研究所）